# ジャン＝マリー・バレストル
ジャン＝マリー・バレストル（Jean-Marie Balestre, 1921年4月9日 - 2008年3月27日）は、フランス出身の実業家で、国際自動車連盟（FIA）の第7代会長。FIAの下部組織である国際自動車スポーツ連盟（FISA）が存在していたほとんどの期間で会長職を務めており、そのことで広く知られている。
1978年から1991年にかけてFISA会長を務め、その間に、フォーミュラ1（F1）におけるウィングカーの禁止、クラッシュテストの義務化、ターボエンジンの禁止、世界ラリー選手権（WRC）におけるグループBの廃止、サーキットにおける安全性向上のための規則変更、といった数々の施策を1980年代の内に行った。そうした改革のほぼ全ては強権を振るって強行したものだったため、いずれの規則も導入するに当たって反発があったが、それらのほとんどはバレストル死後の今日では自動車レースの安全性向上に大きな貢献を果たしたと評価されている。（→#安全性向上への取り組み、#評価）
F1では、1970年代半ばからバーニー・エクレストンが商業的な権益を掌握して商業イベント化を推し進めていた。バレストルが率いて自動車レースのスポーツ面を統括していたFISAは、エクレストンが率いていたF1車両製造者協会（FOCA）と対立を来し、1980年代初めにはレースへのボイコットやシリーズ分裂の動きなどを伴うFISA-FOCA戦争と呼ばれる政治抗争（権力闘争）に発展した。1981年にコンコルド協定によって一応の和解を見たことで、商業面の役割はエクレストンのFOCAに譲りつつ、バレストルはスポーツ統治機関としてのFISAの地位を確立した。（→#FISA-FOCA戦争、#商業主義との均衡）
傲岸不遜な立ち居振る舞いと言動の人物で、予測不可能な激情家としても知られ、モータースポーツ関係者からの反感を買うことが多かった。FISAの運営においても独断かつ急な決定を行うことが多く、あらゆる自動車メーカーと衝突し、各選手権に恣意的な介入を行うことにより、競技参加者ともしばしば対立した。特にFISA会長としての最後の任期（1987年 - 1991年）には独裁的な傾向が強まり、その期間に生じたアイルトン・セナとの確執はよく知られている。（→#人物）

## 経歴
1921年、ブーシュ＝デュ＝ローヌ県サン＝レミ＝ド＝プロヴァンスで生まれた。父親はジャーナリストで、後にパリで社会党の書記となる人物である。サン＝レミ＝ド＝プロヴァンスはフランス南部のマルセイユ近郊の町で、比較的裕福な家庭で育った。
16歳の時にスペイン内戦（1936年 - 1939年）に従軍したと本人は主張している。青年期に、パリで法律を学んだ後、1937年に自動車雑誌『ル・オート』で自動車ジャーナリストとして働き始めた。

### 第二次世界大戦
第二次世界大戦のナチス・ドイツによる占領下（1940年 - 1944年）におけるバレストルの活動には不明瞭な部分がある。
バレストルは戦時中はフランスSS（ナチス親衛隊）に所属していたと考えられている。1943年にフランスSSに参加し、フランスが解放された後の1945年に投獄されたとされ、この際、バレストルは「私は二重スパイだった」のだと言って当局を説得したと言われている。
バレストル本人は、戦時中は反ドイツのレジスタンス活動に参加していたと述べている。バレストルの話に拠れば、19歳の時（1940年頃）にフランス陸軍に志願兵として入隊し、1942年4月1日から対ドイツのレジスタンスとして戦い、1944年5月24日に逮捕され、ドイツの軍事法廷に立たされ、死刑判決を受けた。拷問を受け、強制収容所に入れられたが、1945年5月4日に連合軍によって解放された、と、バレストルはしている。
戦後の1970年代後半に、ドイツ軍の軍服を着たバレストルの写真が世に出回った際、それを差し止める訴訟の中でも、自分は二重スパイだったのだと弁明している。バレストルがナチスの協力者だったと疑う者は多く、バレストルは彼の過去についての疑惑を公にした者たちに訴訟を起こし、そのいずれにおいても勝訴した。この疑惑は、真偽を証明できる人物がすでに全員死亡しているという理由で、いつしか立ち消えとなった。

### 出版事業
戦時中にロベール・エルサンと親交を結んだバレストルは、戦後の1949年にエルサンと共同でパリを拠点とする出版社を設立した。
エルサンや編集者のアンドレ・パリノとともに自動車雑誌『ル・オート・ジュルナル』を1950年に創刊し、この雑誌がヒットしたことにより、エルサンとバレストルの出版事業は軌道に乗った。その後、エルサンは主に規模の小さな新聞社を買収していくという手法で事業を拡大していき、1975年にはフランスで最も長い歴史を持つ新聞で当時も大手紙だった『フィガロ』を買収するまでとなった。
『フィガロ』を買収した段階で、事業を自分一人で管理したいと考えるようになったエルサンは、バレストルが保有していた株式を買い取った。その結果、バレストルは事業の中で有力者としての地位は残しつつ、巨額の資産を築くに至った。

### モータースポーツ
バレストルは出版事業で扱ったことをきっかけとしてモータースポーツの熱心な愛好者となっていき、出版事業と並行して、1950年にフランス国内のモータースポーツクラブの設立を提唱し、1952年にフランス自動車スポーツ連盟（FFSA）の設立に携わり、1973年にはその会長に就任した。
1960年には自らレーシングカートを作るとともにフランス国内でカートクラブを作り、その普及活動を始め、1962年には国際自動車連盟（FIA）の国際カート委員会（CIK）の初代会長に就任した。（→#カートの振興）
バレストルの業績でよく知られているのは、FISA会長となった1978年以降の事柄である。

#### FISA設立 (1978年)
FFSAの会長となったのと同時期に、FIA内の下部組織で、モータースポーツ全般を長年統括していた国際スポーツ委員会（CSI）でも副会長に選出された。バレストルは、フランス国内だけでなく世界中でモータースポーツを開催することに意欲を持っていたが、当時のCSIは形骸化が著しく、そのプロ意識の低さに愕然としたバレストルは、1976年に同職を辞任した。
当時のCSI会長職は他に本業を持っている者が片手間に行う程度のものだったが、前述した経緯でこの時期に充分な資産を築き終えていたバレストルはその職に専念することを決意し。立候補に向けた根回しを進める。
1978年4月に開かれたFIA総会で、バレストルはCSIをFIAからもっと独立した組織へと改革することを提案し、CSI会長選挙へと立候補して当選し、同年10月に就任した。そして、同年中には同委員会を改組し、国際自動車スポーツ連盟（FISA）を設立し、その会長となった。

#### FISA-FOCA戦争 (1980年 - 1981年)
発端については諸説あるが、1970年代後半にくすぶっていたメーカー系チーム（フェラーリ、アルファロメオ、ルノー）と、その他の独立系チームの対立は、バレストルがFISA会長に就任した後に顕在化し、1980年代初めに「FISA-FOCA戦争」と呼ばれるF1分裂騒動へと発展した。
最初の大きな対立は1980年シーズンのスペインGP（6月）において生じた。この時の対立は、バレストルが当時のF1で主流だったグラウンド・エフェクト・カー（ウィングカー）のサイドスカートへの規制などを盛り込んだレギュレーション改正を強引に進めようとしたことに端を発したもので、バレストルが率いるFISAは、バーニー・エクレストンが率いるFOCAと緊張関係となった末、同年末にはエクレストンらFOCA陣営がF1世界選手権に代わる新シリーズの設立を宣言する事態に至った。シリーズの分裂は双方いずれにとっても益のないものであることから融和が図られ、両者は1981年3月に最初の「コンコルド協定」を締結して一応の和解を見た。
両組織の対立はその後もしばらく続くことになるが、1981年に結ばれたこのコンコルド協定により、以降は、FOCAの会長であるエクレストンがF1の商業上の権益を独占し、FISAはF1の競技面を統括するという権限の分担が行われるようになった。

#### 安全性向上への取り組み

バレストルは、F1車両の車体底面を画像のようなウィング形状とすることを禁止し、底面は平面（フラットボトム）にするよう定めた（から施行）

1970年代以前、自動車レースは毎年多数の死者を出しており、「死と隣り合わせ」のスポーツだとみなされていた。バレストルはそうした状況を改善させることを目論見、モータースポーツ統括団体としてのFISAの権限を行使することで、安全性向上のための数々の施策を打ち出していった。FOCAとの間で結んだコンコルド協定によって、競技の安全面についての改善であればFISAが短期間の告知で規定を変更することが許可されていたことを根拠として、バレストルはこの分野において強い権限を行使することが可能となった。
まず、FOCAと対立する原因になったウィングカーへの規制について、1982年シーズンに死亡事故が多発したことを理由として、フラットボトム規制を導入することで、1983年からウィングカーそのものを禁止した。
1980年代初めのこの時期まで競技車両の安全性の確保は各チームの自主性に任されていたが、バレストルの主導により、F1では1985年にクラッシュテスト（衝突試験）を導入し、FISAが統一の安全基準に基づいた事前検査を行うようになった。また、時を同じくしてカーボンファイバー製のモノコックが普及し始めたことで、1985年にはモノコックを規則の上で「サバイバルセル」（ドライバーの生命・安全を確保するための構造体）と定義し、コクピット周辺の安全性を強化する規則改正を行った。一例として、事故でドライバーが足に重傷を負うことを防ぐため、コクピットのフットスペースについてドライバーの足の位置をフロントアクスルより後方にすることを各カテゴリーで義務付けた（グループCでは1985年、F1では1988年から適用）。
1985年末にバレストルはFIA会長に選出され、FISA会長と兼務するようになり、その権限は更に拡大された。翌1986年は死亡事故が多発した年であり、前年以前から安全面での懸念が示されていた点にメスを入れ、世界ラリー選手権（WRC）におけるグループBの廃止（後述）や、F1とグループCにおけるターボエンジンの禁止（F1では1989年から、グループCでは1991年から適用）を同年中に矢継ぎ早に打ち出した。
1986年5月にエリオ・デ・アンジェリスがF1の公式合同テスト中に死亡するという事故が発生した後、ターボエンジンの禁止と移行期間中の規制強化を柱としたレギュレーション改正を推し進めると同時に、レーシングサーキットにおける安全対策や救助体制の強化を図った。バレストルの命令により、テスト期間中のサーキットでも迅速な救助体制が敷かれるようになり、レース時に医療用ヘリコプターを待機させること（1986年）であるとか、ピットウォールの高さを1.35メートル以上とする（1989年）といった規則が新たに定められた。加えて、ニュルブルクリンクの北コースやサルト・サーキットにあるような長大なストレートに短縮を要求し、多くのサーキットについて、ストレート区間の長さを1,500メートル以下とした。

#### WRC・グループBの廃止 (1986年)
1986年5月、同年の世界ラリー選手権第5戦で起きたヘンリ・トイヴォネンの死亡事故を契機として、FISAはグループBを廃止する方針を即座に決めた。この際、バレストルはグループBを1986年中に強制的に排除することもできたが、この時は、参戦している各マニュファクチャラーを説得した上で移行させることとした。結果として、各メーカーのワークスチームのグループAへの移行はスムーズに進み、1986年とほぼ同数のチームが翌1987年のWRCに参戦した。

#### F1 (1989年 - 1991年)

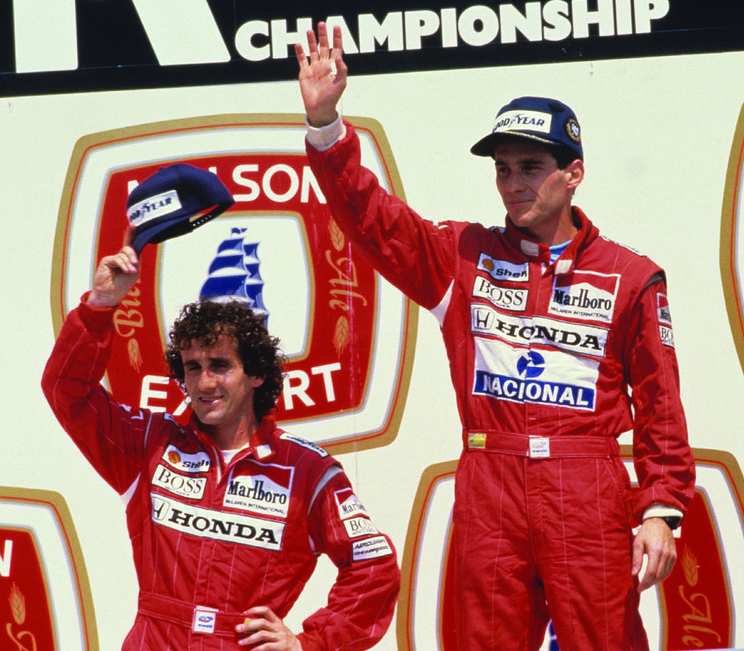
アイルトン・セナ（画像・右の人物）とアラン・プロスト（1988年カナダGP）

1986年暮れ、バレストルは心臓の冠状動脈疾患により入院した。その疾患のためFISA会長職について辞意を示していたが、手術が成功したことから、1987年10月のFISA会長選挙に立候補し、再選された。これがバレストルにとっての最後の任期となる。
1988年、バレストルはパリ・コンコルド広場に所在するFIA本部ではなく、南フランスのオビエの自邸にオフィスを構えて、そこから指示を下すようになった。
1989年の日本GPで、FISAはアラン・プロストと接触したアイルトン・セナを「シケイン不通過」のかどで失格処分とした。バレストルはセナを「危険なドライバー」とみなしスーパーライセンス剥奪を示唆。セナ側が折れる形で一旦は終息したが、このことによりバレストルの横暴さが広く知れ渡るとともに、翌年の日本GPでセナとプロストが再度接触する事件の伏線ともなった。（→#アイルトン・セナとの確執）
1989年のシーズンオフから1990年初めにかけて、セナとの確執と、ル・マン24時間レースへの対応をめぐる問題が起きたことから、1990年3月に開かれた特別総会で、バレストルは信任投票にかけられた。結果、FIA総会では全会一致、FISAの総会では90%の多数の信任を得て、会長職を続投することになった。

#### スポーツカー世界選手権 (1991年)
1991年シーズンから、前年までの世界スポーツプロトタイプカー選手権（WSPC）をスポーツカー世界選手権（SWC）としてリニューアルし、それに伴いエンジン規定をF1と同じ3.5リッター・自然吸気エンジンに共通化するなどレギュレーションを大幅に改訂した。（WRCのグループB廃止の時と異なり）これは大きな失敗に終わり、参加チームの大幅減少、果てはカテゴリーそのものの消滅を招く結果となった。

#### 失脚 (1991年 - 1993年)
バレストルは、1978年にCSI会長に就任し、同年末にFISAを設立して以来、3回行われたFISAの会長選挙の内、1985年と1987年の2回は対立候補不在で無投票によって再選を勝ち取っていた。
バレストルは元々が傲岸不遜で剛腕を振るう人物ではあったが、1987年からの4期目（最後の任期）において、セナとの確執に見られたような越権行為を公然と行うその横暴なやり方が目に余るようになり、モータースポーツ関係者の多くは彼を忌避するようになった。
そして、1991年10月に行われたFISA会長選挙ではマックス・モズレーが立候補した。バレストルに勝算はないと考えられており、周囲の人々もバレストル本人にそのことを忠告したが、バレストルは充分な支持が得られると確信して再選に挑み、敗れた。それまでの支持者たちの多くが彼のことを見放していたことに、この時点でバレストルはようやく気付いた。
1993年のFIA会長選挙でもモズレーに敗れ、会長職を退いた。モズレーは、FIA会長選挙に立候補するにあたって公約していた通り、FIA会長に就任した直後の1993年末にFISAを解体し、モータースポーツ統括団体としての機能をFIAに（再）統合した。
FIA会長を退任した後、バレストルは1996年までFFSAの会長職を務めた。

### 死去
2008年3月27日に死去。86歳没。
かつてFISA会長職を争ったマックス・モズレーはこの時点でもFIA会長職を務めていたが、バレストルの死去と同じ週にセックススキャンダルが浮上するという不名誉な事態に見舞われた。そのため、「バレストルとモズレーは同じ日に死んだ」とも評された。

## 評価
バレストルは、FISA会長に就任する以前から、レースの安全性を重視した考え方をしており、同時に、1970年代にバーニー・エクレストンが推し進めつつあったF1の商業主義化にも警戒と忌避の感情を抱いていた。
バレストルは人格面で問題を指摘されることの多い人物で（→#人物）、バレストルに反感を持つモータースポーツ関係者は多かったが、そうした者たちからも、バレストルがFISA会長として行った施策のいくつかは高く評価されている。

### 安全性向上への貢献
FISA会長として、モータースポーツの安全性の向上について何よりも優先して取り組み、グラウンド・エフェクト・カー（ウイングカー）の禁止、ターボエンジンの禁止などによって、レーシングカーの安全性を高める基礎を築いた。
ウイングカーの禁止（1983年）やクラッシュテストの義務付け（1985年以降）など、関係する当事者の合意もないまま導入した施策は多く、振り回される形となったコンストラクター（車体製造者）を中心として、その強引な手法には非難の嵐が都度巻き起こった。他方、ウィングカーの禁止についてはF1ドライバーたちが以前から要望していたものだったため、発表当初からドライバーたちからは好評で、関係者の間でも評価は分かれていた。2008年にバレストルが死去した際の評では、それらの施策によって安全性が実際に向上したことや、後任のモズレーも引き継いで継続的な取り組みとなったことへの道筋をつけたものとして、多くの関係者から高く評価されている。
結果として、バレストルがFISA会長職に就任して以降最初の5年間で、F1における死亡事故は、1978年のロニー・ピーターソン、1980年のパトリック・デパイユ、1982年のジル・ヴィルヌーヴとリカルド・パレッティの計4件に留まった。さらに、ウィングカーの禁止を強行した1983年以降では、1986年のエリオ・デ・アンジェリス（テスト中に事故死）がバレストルの会長在任中のF1において最後の死亡事故となった。
世界ラリー選手権（WRC）では1989年シーズンに3件の死亡事故が発生し、ドライバーとコドライバーを5名失うという悲劇に見舞われているものの、自動車レース界全体でこの時期に安全性は大きく向上した。

### 統括団体の確立と、商業主義との均衡
バレストルが会長となったことで、FISAが統括団体として然るべき権威を確立したことは、前記した安全性向上への貢献と同等かそれ以上に、高く評価されている。前身であるCSIは1970年代の時点では有名無実に近い無力な組織となっており、仮にバレストルが権限の強化を図っていなければ、FIA傘下の自動車レースのスポーツ性は、バーニー・エクレストンの商業主義によって（実際よりも早く）蹂躙されていたと考えられるためである。
バレストルはFISA会長就任後、F1、ラリー（WRC）、スポーツカーレースという3つの主要な選手権で、ドライバーとコンストラクターの世界選手権タイトルを置いた。
FISA-FOCA戦争を経て、FOCAと折り合いをつけてF1を運営する上で、FISA側にバレストルというエクレストンに匹敵する個性が存在したことで、互いに抑止力として機能したことはF1が商業主義とスポーツの均衡を保って発展する上で重要な要素となった。この均衡はバレストルの後任が旧FOCA陣営のマックス・モズレーとなったことで崩れ、エクレストンを掣肘する者がいなくなったことで、F1の商業主義が加速することになったと指摘されている。

### カートの振興
1961年、国際カート委員会（CIK）を設立し、そのことを通じてレーシングカートの基盤整備を行った。後のプロドライバーの多くはレーシングカートを入り口として少年期に腕を磨き、四輪の自動車レースへとステップアップするようになり、バレストルがその基盤を築いたことは、その後のレーシングドライバーの人材育成という点で大きな貢献となったとみなされている。
一方、カートの振興を図ったのは、それを手段として、FFSA内に入り込んで権力基盤を固めることが目的だったとも指摘されている。

### モズレーによる批判
1991年のFISA会長選挙において、マックス・モズレーはバレストルによる組織運営について4つの欠点を指摘している。
- FIA、FISA、FFSAという複数の組織の会長を兼任し、他の事業も行っていること[8]。これにより、モズレーのような立場の人間でもバレストルに面会することが難しくなってしまっており、かといってバレストルは他の者が独自に物事に決定を下すことを好まないため、FISA傘下の選手権の運営などに支障を来している[8]。
- 世界選手権（特に世界スポーツカー選手権）の日程について、参加メーカーなどへの相談を経ずに、独断で決めてしまうこと[8]。これにより、メーカーやFISA（エクレストン）によるシリーズの適切なプロモーションを行うことが不可能に近くなっている[8][注釈 20]。
- 世界選手権（特に世界ラリー選手権）の各開催地への扱いが公平ではなく、地中海北側の（ヨーロッパの）国々を優遇し、アジア、アフリカ、中東の国々のことは冷遇している[8]。
- 小国のASN（国内モータースポーツ統括機関）を軽視している[8]。FISAはそうした地域への振興を行うことで将来への配慮・投資をする役割も持っているが、バレストル体制下では、その機能を果たすことができていない[8]。また、世界評議会などで、各国ASNの委員が集まる中、議長であるバレストルが、F1の状況など、誰でも知っているような話を長々と演説し、委員が見解を述べる機会がなくなっている[8]。そもそもバレストルの意向に沿わない意見を述べることは歓迎されておらず、各国代表の知恵が有効活用されていない[8]。

## 人物
激情的で、予測不可能なところのある人物として知られた。FISA会長時代は、しばしば大言壮語を弄した。
自動車レースについて、機械的な要素によって差がつくことを嫌っていた。その一方で、モータースポーツの統括団体（規則の策定を行う）の長という公平さが求められる立場でありながら、一見すると恣意的に見える決定をしばしば下した。そうした自身の意向を躊躇なく反映した運営を行ったことから、世界中の自動車メーカーと衝突した。
頑迷といわれたが良くも悪くも豪放磊落な一面があり、ジャーナリストの今宮純は食事の席で突然シャツのボタンを外して胸をはだけ、心臓手術の傷跡を自慢げに見せられた体験を綴っている。地元のフランスGPでは、若くグラマラスなガールフレンドを侍らせて観戦に訪れたこともある。FIA会長退任後もしばしばフランスGPの表彰台にプレゼンターとして現れ、シャンパンのボトルを握ってドライバーたちとシャンパンファイトに興じる姿がテレビ中継を通して見られた。
2008年に死去した際、関係者は以下のコメントを寄せている。

### 「F1にイエローはいらない」
「F1にイエロー（黄色人種）はいらない」というこの発言は、1986年9月初めの第13戦イタリアGPに際して、バレストルが当時のホンダF1の総監督である桜井淑敏に対して放った発言とされる（桜井が著書で記している）。
この年は各カテゴリーで重大事故が相次ぎ、F1でも5月に行われた合同テストでブラバムのエリオ・デ・アンジェリスが事故死した。それを機に、以前から話し合われていたターボ規制について、エンジンサプライヤーとFISAが会議を開いて熱心に議論が交わされた。6月までに数度行われた会議では、どういった規制とするのが良いのか結論が出ず、扱いがしばらく保留されていた。しかし、9月初め（イタリアGPの会期直前）にFISAが突如ターボ規制の内容を決定し、フェラーリをはじめとする他のサプライヤーの間ではすでに合意ができている事として、ホンダに対して一方的に通知を行った。寝耳に水の決定であったことに加えて、メーカー間の競争の要素を失わせる内容であったことから、激怒した桜井がバレストルに説明を求めた、というのがこの発言に至る前段の経緯となる。
この会話は二人だけで行われ、バレストルは最初は桜井の怒りをなだめる姿勢だったが、次第に感情的になり、双方が机を叩き合う口論となった末、バレストルが「F1はイエローのためにやっているのではない」と発言したと桜井は著書で記述している。このやり取りは第三者による引用では発言のみを切り取って、バレストルが冷たい人種差別主義者で桜井を冷淡にあしらったかのように記述されるケースが多いが、桜井本人による描写は異なっている。バレストルは、自身が思わず発してしまった「イエロー」という言葉を失言と悟って呆然とし、力なく交渉を取りやめた後、額に手を当て、深い後悔にさいなまれた様子だった、と、桜井は記している。
バレストルが自分自身が口にした暴言によって消沈してしまったことにより、交渉は打ち切られ、桜井はこのターボ規制見直しの相談をバーニー・エクレストン（FISA副会長）に持ち込み、バレストルから引き出したかった譲歩をFISAから引き出した。桜井は、激したかと思えば自身の発言で落ち込むバレストルのことを感情に左右される人物、直後に面会したエクレストンのことは合理的で（人当たりは良い）現実主義者の商売人と描写し、両者を対照している。
ホンダF1の広報を務めていた小倉茂徳は、バレストルは非公式な場でF1におけるホンダを「黄色い禍」と呼んでいたと述べている。

### アイルトン・セナとの確執
バレストルは、1980年代のF1で活躍していたフランス人ドライバーであるアラン・プロストのこと気に入っており、日頃から贔屓をしていたと言われている。それが影響したためか、バレストルは、1988年から1990年にかけてプロストの最大のライバルとなったアイルトン・セナとの間で数々の確執を起こした。
1988年シーズン後半には、プロストとセナのチャンピオン争いが白熱する中、ふたりが所属するマクラーレンにエンジンを供給していた本田技研工業（ホンダ）の社長久米是志に宛てて「セナとプロストに同等のエンジンを供給するように」と要望する異例の書簡を送っている。
1989年もまた両者の間でタイトル争いが繰り広げられたが、シーズン後半の第12戦イタリアGPに前後して、バレストルはプロストに露骨に肩入れした発言を繰り返した。レース後にも「今後4戦において、セナの優位が明らかになった場合、それは世界選手権の価値をおとしめる行為と見なさざるを得ない」と発言し、これに対して、マクラーレンとホンダは不快感を示す共同声明を出している。
第15戦日本GPで、プロストとセナが接触した際は、その件について介入する権限がないにもかかわらず、サーキットに居合わせたバレストルはスチュワードの裁定に介入した。このレースでセナはトップチェッカーを受けたが、失格処分となり、それによりプロストの3度目の世界タイトルが決定した。この時のバレストルの介入は不当な越権行為とみなされ、非難を浴びた。
この一件について、セナの所属チームであるマクラーレンはFIAの国際控訴法廷に提訴したが、最終戦（第16戦）オーストラリアGPの5日前、FIAは控訴を却下したことに加えて、審理とは全く関係のない「それまでの危険な走行」についての話を持ち出し、セナに6カ月の出場停止処分（6カ月の執行猶予付き）と10万ドルの罰金を科すという厳しい処分を追加した。日本GPの失格の一件についてセナ側の主張に必ずしも賛成していなかったドライバーや関係者たちですら、それと無関係のことまで持ち出したこの厳しい処罰には一様に驚いたという。
この裁定を不服としたセナはオーストラリアGPで会見を開き、不当な裁定であることを強く訴えた。
シーズン終了後もバレストルは攻撃の手を緩めず、セナが10万ドルの罰金を支払い、かつオーストラリアGPの会見でセナが行った発言について公式に謝罪することを強く要求し、それらを実行しない場合は1990年シーズンのスーパーライセンスを発給しないことも表明した。実際、1990年2月16日15時10分に発表した暫定エントリーリストでは、セナの名は記載されなかった。マクラーレンやホンダによる説得で、セナは謝罪を表明し、1時間半後（16時29分）に発行された暫定エントリーリストでセナの名が掲載された。この時の屈辱をセナが忘れることはなかった。
こうしたことが続いたことから、ホンダとセナを中心としたF1ブームが過熱していた日本では、「フランス至上主義者のバレストルがプロストを贔屓している」という類の報道もなされた。1989年の事件後、ブラジルGPにおいて、ブラジルの観客たちはバレストルに向けてナチス式敬礼で「ジーク・ハイル！」と叫んで抗議の意思表示を行った。
セナとの対立は翌年も続き、1990年日本GPでは、ポールポジションの位置の変更を願い出たセナの要求について、レースディレクターの判断に介入して却下したほか、セナとプロストの接触の際も、「セナを処罰すべきだ」と裁定に介入したとされる。バレストルの後任となるマックス・モズレーは、この接触についてセナを処罰すべきだったという意見には同意を示しつつ、レーススチュワード（審判員）の裁定に介入したことは不当な越権行為だと以下のように批判している。
セナと親しかったモズレーは1989年の一件についてセナからの相談に乗っており、この時のセナへの不当な対応は、モズレーに1991年末のFISA会長選挙への立候補を決断させるきっかけとなった。
当事者であるセナは、1990年の接触について翌年に以下のように告白し、バレストルによる介入と不公正な扱いへの報復だったと述べている。

### フランスの関係者との関係
バレストルはプロストびいきではあったが、単純に地元フランス贔屓だったわけではなく、同国の関係者でも意にそぐわぬ相手には強硬な態度をとった。
F1において、フランス国籍のコンストラクター（車両製造者）として参戦していたラルースについて、コンストラクターとして認めないという決定を1991年シーズンの開幕直前に表明し、前年のコンストラクターズポイントを剝奪した（所属ドライバーたちの獲得ポイントはそのまま）。バレストルはこの件について、「コンストラクター」の定義を厳格化したためで、自製ではなくローラ製の車体を使っていたラルースを除外したのはやむを得なかったと弁明している。
フランスの自動車メーカーであるプジョーとは不仲なことで知られ、ラリーでは、プジョー・スポールの監督だったジャン・トッドと対立し、ラリー・モンテカルロ開催を巡ってやり合い、グループBのレギュレーション改正でプジョーが締め出された時には訴訟沙汰になった。1988年のパリ-ダカール・ラリーでアリ・バタネンのプジョー・405が盗難に遭い、FISAによる失格裁定が下された時にも裁定を巡って両者は対立している。
スポーツカーレースにおいては、ル・マン24時間レースのテレビ放映権をめぐり主催者のフランス西部自動車クラブ（ACO）と対立し、伝統のイベントがFIAの世界選手権から数年間に渡って外れることになった。

## 役職
※年は就任年。
- 1962年10月 - 国際自動車連盟（FIA）・国際カート委員会（英語版）（CIK） 会長
- 1973年2月 - フランス自動車スポーツ連盟（英語版）（FFSA） 会長[49][W 2][W 8]
- 1973年 - 国際自動車連盟（FIA）・国際スポーツ委員会（CSI） 副会長[W 9][注釈 33]
- 1978年10月 - 国際自動車連盟（FIA）・国際スポーツ委員会（CSI） 会長[8]
  - ※CSIの改組により、1978年末から国際自動車スポーツ連盟（フランス語版）（FISA）会長
- 1981年 - 国際自動車連盟（FIA） 副会長[W 7]
- 1985年 - 国際自動車連盟（FIA） 会長[W 4]
- 2002年 - 国際自動車連盟（FIA）・FIAアカデミー 議長[W 7]

## 栄典
- 1968年 レジオンドヌール勲章[W 7][W 2][注釈 34] - 戦時中の貢献に対して[W 7]
- 1990年 国家功労勲章[W 5]